# 中道貴之
中道 貴之（なかみち たかゆき、1969年4月17日 - ）は、日本の元陸上競技選手。三重県出身。100mの手動計時・元日本記録保持者。

## 経歴
三重県立木本高等学校時代はラグビー部に所属し、2年時にはウイングとして全国高等学校ラグビーフットボール大会に出場した。3年時の1987年、5月の三重県高等学校陸上競技春季大会で初めて100mを走り10秒2（手動）の高校新記録をマーク。6月の日本陸上競技選手権大会100mでは3位に入り、5回目の公式レースとなった7月の三重県陸上競技選手権大会100mで10秒1（手動）の日本タイ記録をマークした。8月にローマで開催される世界陸上競技選手権大会の出場を日本陸上競技連盟から要請されたが、ラグビーを理由に辞退している。日本大学進学後は陸上競技に専念した。大学時代は日本陸上競技選手権大会やアジア陸上競技選手権大会などで活躍したものの、ミズノ就職後は目立った結果を残せず1996年に27歳で引退した。現在は三重県内の教員になっており、陸上競技のコーチを務めている。

## 主要大会成績
- 備考欄の記録は当時のもの

### 国際大会
| 年                                                                | 大会                           | 場所           | 種目    | 結果    | 記録          | 備考             |
| ----------------------------------------------------------------- | ------------------------------ | -------------- | ------- | ------- | ------------- | ---------------- |
| 1988                                                              | 第2回世界ジュニア選手権        | サドバリー     | 100m    | 2次予選 | 11秒11 (-2.9) |                  |
| 1988                                                              | 第2回世界ジュニア選手権        | サドバリー     | 4x100mR | 6位     | 40秒27 (4走)  | ジュニア日本記録 |
| 1988                                                              | 第2回アジアジュニア選手権 (en) | シンガポール   | 100m    | 2位     | 10秒65 (-0.4) |                  |
| 1988                                                              | 第2回アジアジュニア選手権 (en) | シンガポール   | 4x100mR | 優勝    | 39秒99 (4走)  | 大会記録         |
| 1989                                                              | 第15回ユニバーシアード (en)    | デュースブルク | 4x100mR | 予選    | DQ (2走)      |                  |
| 1989                                                              | 第8回アジア選手権 (en)         | ニューデリー   | 100m    | 3位     | 10秒48 (+0.7) |                  |
| 1989                                                              | 第8回アジア選手権 (en)         | ニューデリー   | 4x100mR | 2位     | 39秒64 (2走)  |                  |
| 1990                                                              | 第11回アジア大会 (en)          | 北京           | 100m    | 予選    |               |                  |
| - 『日本陸上競技連盟七十年史』 - 『日本陸上競技連盟八十年史』参照 |                                |                |         |         |               |                  |

### 日本選手権
- 1988年までは6位以内、1989年以降は8位以内の成績を収めた大会を記載

| 年                                                                | 大会             | 種目    | 結果 | 記録          | 備考                  |
| ----------------------------------------------------------------- | ---------------- | ------- | ---- | ------------- | --------------------- |
| 1987                                                              | 第71回日本選手権 | 100m    | 3位  | 10秒73 (-1.2) |                       |
| 1988                                                              | 第72回日本選手権 | 4x100mR | 3位  | 40秒97 (4走)  |                       |
| 1989                                                              | 第73回日本選手権 | 100m    | 6位  | 10秒49 (+1.6) |                       |
| 1991                                                              | 第75回日本選手権 | 4x100mR | 優勝 | 39秒35 (2走)  | 大会記録 日本学生記録 |
| 1993                                                              | 第77回日本選手権 | 100m    | 6位  | 10秒83 (-2.8) |                       |
| - 『日本陸上競技連盟七十年史』 - 『日本陸上競技連盟八十年史』参照 |                  |         |      |               |                       |

### 獲得タイトル
- 優勝した主要大会を記載（主要国際大会と日本陸上競技選手権大会を除く）

| 1989                                                                                                 | 第58回日本学生選手権     | 4x100mR | 39秒83 (2走) |  |
| 1990                                                                                                 | スーパー陸上             | 4x100mR | 39秒43 (2走) |  |
| 1992                                                                                                 | 第34回東日本実業団選手権 | 100m    | 10秒35       |  |
| 1992                                                                                                 | 第40回全日本実業団選手権 | 100m    | 10秒44 (0.0) |  |
| - 『日本陸上競技連盟七十年史』参照 - 『日本陸上競技連盟八十年史』参照 - 東日本実業団陸上競技連盟参照 |                          |         |              |  |

## 日本ランキング
- 10位以内に入った記録を記載

| 1987                                                                  | 100m (電動)       | 6位 | 10秒51 | 木本高校 |
| 1987                                                                  | 100m (手動＆電動) | 1位 | 10秒1  | 木本高校 |
| 1988                                                                  | 100m (電動)       | 9位 | 10秒51 | 日本大学 |
| 1989                                                                  | 100m (電動)       | 7位 | 10秒42 | 日本大学 |
| 1989                                                                  | 100m (手動＆電動) | 1位 | 10秒2  | 日本大学 |
| 1990                                                                  | 100m (電動)       | 8位 | 10秒48 | 日本大学 |
| 1992                                                                  | 100m (電動)       | 5位 | 10秒35 | ミズノ   |
| 1992                                                                  | 100m (手動＆電動) | 9位 | 10秒35 | ミズノ   |
| 1994                                                                  | 100m (電動)       | 8位 | 10秒40 | ミズノ   |
| 1995                                                                  | 100m (電動)       | 7位 | 10秒35 | ミズノ   |
| - 『日本陸上競技連盟七十年史』参照 - 『日本陸上競技連盟八十年史』参照 |                   |     |        |          |